# Izvor Kink-hoo
Izvor Kink-hoo je epizoda serijala Mali rendžer (Kit Teler) obјavljena u Lunov magnus stripu #203. Epizoda je premijerno u bivšoj Jugoslaviji objavljena u junu 1976. godine. Koštala je 8 dinara (0,44 $; 1,1 DEM). Imala je 119 strana. Izdavač јe bio Dnevnik iz Novog Sada. Naslovna stranica je reprodukcija Donatelijeve naslovnice za prethodnu svesku El Charro (#82).

## Originalna epizoda
Epizoda je premijerno objavljena u Italiji u svesci #83. pod nazivom La fine di un bandito, koja u izdanju Cepima u oktobru 1970. godine. Koštala јe 200 lira (0,32 $; 1,27 DEM). Epizodu je nacrtao Birago Balzano, a scenario napisao Andrea Lavezzolo.

## Reprize
U Italiji je ova epizoda reprizirana u okviru #42 edicije Edizioni If koja je izašla 14.10.2015. Koštala je €8. U Hrvatskoj je ova sveska objavljena 18.2.2021. pod nazivom Smrt bandita. Cena je bila 39,9 kuna (€5,25), a u Srbiji se prodavala za 450 dinara (3,8 €). U Srbiji do sada epizode Kita Telera nisu reprizirane.

## Prethodna i naredna sveska Malog rendžera u LMS
Prethodna epizoda Malog rendžera nosila je naziv Trenutak istine (LMS202), a naredna Okrutna Penelopa (LMS206).
- Mali rendžer #42 Smrt bandita u kojoj je reprizirana ova epizoda u izdanju Ludensa, 2021. Autor naslovnice: Massimo Rotundo, 2015.